# Iguaraçu
Iguaraçu é um município brasileiro do estado do Paraná. Sua população estimada em 2020 era de 4 440 habitantes. Situa-se na Região Metropolitana de Maringá.